# Derek von Krogh
Derek von Krogh (* 29. Dezember 1972 in Stuttgart) ist ein deutscher Musikproduzent und Keyboarder.

## Werk
Derek von Krogh wirkte bei Produktionen, Remixen/Keyboards und Songwritings u. a. für Nena, Samy Deluxe, Monrose, Kim Wilde, ASD, Generation Xed, Silbermond, The Bosshoss und Deine Lakaien mit.
Des Weiteren arbeitete er als Produzent und Arrangeur bei den Musikshows Sing meinen Song – Das Tauschkonzert, Popstars, Deutschland sucht den Superstar und The Voice of Germany, bei der er als „Sidecoach“ von Jurorin Nena assistierte. Auch für andere Formate steuerte er Produktionen bei, wie die Goldene Kamera, Ein Herz für Kinder, Die Oliver Pocher Show sowie für diverse Kino- und Fernsehfilme, u. a. Wickie auf großer Fahrt, Im Juli, Rohtenburg.
Von Krogh ist für die Showmusik des Comedytrios Eure Mütter und den Zauberkünstler Topas verantwortlich. Darüber hinaus komponierte und textete er zusammen mit dem deutschen Autor Frank Ramond das Comedy-Musical Die Patienten von Marco Rima.
Seit 1994 spielt er in Nenas Liveband, anfangs als Keyboarder, heute als Musical Director. Seit September 2023 ist Derek von Krogh künstlerischer Leiter der Popakademie Mannheim, als Nachfolger des ausscheidenden Direktors der Akademie Udo Dahmen.

## Belege
1. ↑   Derek von Krogh & Arne Augustin. Nenas Keyboarder lieben Landschaft und Hotelzimmerproduktionen. (Memento vom 1. Mai 2016 im Internet Archive) Interview auf korg.de. Abgerufen am 1. Mai 2016.

| Personendaten    | Personendaten            |
| ---------------- | ------------------------ |
| NAME             | Krogh, Derek von         |
| KURZBESCHREIBUNG | deutscher Musikproduzent |
| GEBURTSDATUM     | 29. Dezember 1972        |
| GEBURTSORT       | Stuttgart                |